# Bluestone 42
Bluestone 42 (uitgesproken als Bluestone four two) is een Britse komische dramaserie waarvan de eerste aflevering werd uitgezonden op 5 maart 2013 op BBC Three. De serie is bedacht en geschreven door Richard Hurst en James Cary en draait om een regiment explosievenopruimingsdienst bij Operatie Herrick tijdens de Oorlog in Afghanistan.
Het eerste seizoen werd in 2013 door Canvas in België uitgezonden.

## Verhaal
Bluestone 42 gaat over de vriendschap tussen de soldaten van een explosievenopruimingsdienst van het Britse leger tijdens de oorlog in Afghanistan. Kapitein Nick Medhurst (Oliver Chris) ontmantelt de bermbommen en heeft een oogje op de nieuwe aalmoezenier Mary Greenstock (Kelly Adams).
Hij wordt bijgestaan door zijn rechterhand korporaal Christian 'Millsy' Mils (Gary Carr), die alle protocollen opvolgt, en korporaal Simon Lansley (Stephen Wight) die Nick veilig moet houden en graag officier wil worden. Hij heeft de leiding over de Schotse soldaten Kevin 'Mac' McDowel (Jamie Quinn) en Euan 'Rocket' Armstrong (Scott Hoatson).
Bij het regiment hoort ook de enige vrouw van het team: Linda Bird (Katie Lyons), die een van de jongens is. Nick rapporteert aan Luitenant-Kolonel Philip Smith (Tony Gardner), die erg goed op de hoogte is wat er speelt op de basis. Ook is de tolk Faruq (Keeno-Lee Hector) vaak bij het team te vinden.
Doorlopende verhaallijnen in het eerste seizoen zijn onder andere de versierpogingen van Nick om Mary te verleiden en de voorbereidingen die Simon treft voor zijn aanstaande huwelijk met zijn veeleisende verloofde.
In het tweede seizoen nam Gordon House (Matthew Lewis), die Towerblock genoemd wordt de plek in als de rechterhand van Nick. In het derde seizoen werd duidelijk dat Mary overplaatsing heeft gevraagd. Het team krijgt versterking van Kapitein Ellen Best (Laura Aikman), een ontmantelingexpert die alles volgens de regels doet. Zij is de nieuwe leider van het team nadat Nick Medhurst tijdens een ontmanteling gewond is geraakt.

## Productie
Bluestone 42 begon als pilot in 2011 onder de naam IED en is bedacht door schrijvers Richard Hurst en James Cary die elkaar hebben ontmoet bij de sitcom Miranda. Nadat er twee scenario's waren geschreven waren er plannen om een pilotaflevering te maken, omdat dit kostbaar is werd er gekozen om het lezing van het script te houden voor BBC Three die daarna het eerste seizoen bestelde van acht afleveringen.
De serie is opgenomen in Zuid-Afrika. Tijdens het filmen was er een oud-militair aanwezig die de acteurs tips gaf hoe ze de wapens moesten vasthouden en hoe er bommen onschadelijk worden gemaakt.
Nadat BBC Three bekendmaakte dat ze de serie gingen uitzenden kreeg de zender verschillende klachten van families van uitgezonden militairen. Producent Stephen McCrum belde de families persoonlijk op en legde de visie van de serie uit. Nadat ze verschillende afleveringen hadden gezien waren de reacties positief.
Een tweede seizoen is door BBC Three in april 2013 besteld. In oktober 2013 werd bekend dat Gary Carr niet terug zou keren als Christian Mils en dat Matthew Lewis een rol kreeg in de serie. Hij speelt Gordon House, de nieuwe rechterhand van de Kapitein.
Carr besloot om niet mee te doen aan het tweede seizoen omdat de opnamen, die in Zuid-Afrika plaatsvonden, te veel tijd in beslag zouden nemen. Hij wilde andere projecten een kans geven. Het tweede seizoen werd uitgezonden vanaf februari 2014.
In maart 2014 bestelde de BBC een derde seizoen, dat werd uitgezonden vanaf maart 2015.

## Rolverdeling
| Acteur           | Personage                           | Opmerkingen | Seizoen(en) |
| ---------------- | ----------------------------------- | --- | ----------- |
| Oliver Chris     | Kapitein Nick Medhurst              | Sarcastische bommenontmantelaar die alleen zijn werk serieus neemt en een oogje heeft op Mary.                                              | 1-3         |
| Laura Aikman     | Kapitein Ellen Best                 | Ontmantelingexpert die in niets lijkt op het team, ze is georganiseerd en doet alles volgens het boekje.                                    | 3           |
| Gary Carr        | Korporaal Christian 'Millsy' Mils   | Rechterhand van Nick die vooral gebruikt wordt om de rapporten te schrijven.                                                                | 1           |
| Matthew Lewis    | Korporaal Gordon 'Towerblock' House | Rechterhand van Nick die trots is op zijn achtergrond en niet bang is om zijn mening te geven.                                              | 2-3         |
| Stephen Wight    | Korporaal Simon Lansley             | Heeft als taak om Nick veilig te houden. | 1-3         |
| Jamie Quin       | Soldaat Kevin 'Mac' McDowel         | Weet alles over nonsens en smerigheid. | 1-3         |
| Scott Hoatson    | Soldaat Euan 'Rocket' Armstrong     | Kijkt op tegen Mac en is niet de slimste soldaat van het stel.                                                                              | 1-3         |
| Katie Lyons      | Korporaal Linda Bird                | Is een van de jongens en heeft de leiding over de robot die ze Arthur heeft genoemd.                                                        | 1-3         |
| Kelly Adams      | Aalmoezenier Mary Greenstock        | Mary is nieuw en weet niet of ze haar baan wel goed uitvoert. Ze vindt de aandacht van Nick niet zo erg en was vroeger geen heilig boontje. | 1-2         |
| Tony Gardner     | Luitenant-kolonel Philip Smith      | Philip is altijd op de basis en is van alles op de hoogte.                                                                                  | 1-3         |
| Keeno-Lee Hector | Faruq                               | De tolk die altijd iets te koop heeft. | 1-3         |

## Afleveringen

### Seizoen 1
| Nr. | Aflevering | Titel     | Schrijver(s)               | Regisseur        | Uitzenddatum  | Uitzenddatum |  |
| --- | ---------- | --------- | -------------------------- | ---------------- | ------------- | ------------ |  |
| 1 | 1          | Episode 1 | Richard Hurst & James Cary | Iain B MacDonald | 5 maart 2013  | 31 mei 2013  |  |
| Bluestone 42 is bezig met een routineklus met een CIA-officier als er een drama plaatsvindt. Terug op de basis is Nick onder de indruk van Mary. Mac en Rocket zijn druk bezig met het plagen van Bird met Arthur. |            |           |                            |                  |               |              |  |
| 2 | 2          | Episode 2 | Richard Hurst & James Cary | Iain B MacDonald | 12 maart 2013 | 7 juni 2013  |  |
| Nick heeft genoeg van het eten en wil nadat Kolonel Philip hem wijst op de 'Afghaanse tijger gekko' wel iets anders. Als Simon een fout maakt mag Millsy een grondige training houden. Als Nick de gekko heeft wil hij die gebruiken om Mary te verleiden. |            |           |                            |                  |               |              |  |
| 3 | 3          | Episode 3 | Richard Hurst & James Cary | Iain B MacDonald | 19 maart 2013 | 14 juni 2013 |  |
| Bluestone 42 redt Astrid, een Deense hulpverlener die gegijzeld werd door de Taliban. Astrid heeft al snel gevoelens voor Nick die op zijn beurt die gevoelens probeert te negeren om Mary te overtuigen dat hij niet in één ding geïnteresseerd is. Ondertussen is Simon bezig met zijn autobiografie, als Mary het heeft gelezen weet ze niet of ze eerlijk tegen hem moet zijn.                                       |            |           |                            |                  |               |              |  |
| 4 | 4          | Episode 4 | Richard Hurst & James Cary | Iain B MacDonald | 26 maart 2013 | 28 juni 2013 |  |
| Mary onthult een geheim van haar verleden voordat ze aalmoezenier was en Nick probeert daar ten volste gebruik van te maken. Bird krijgt promotie en is teleurgesteld als het team niet laat blijken dat ze haar gaat missen. |            |           |                            |                  |               |              |  |
| 5 | 5          | Episode 5 | Richard Hurst & James Cary | Iain B MacDonald | 2 april 2013  | 21 juni 2013 |  |
| Nick heeft zijn laatste Fisherman's Friend op, hij neemt deze altijd op weg naar de bom. Hoewel hij naar eigen zeggen niet bijgelovig is raakt hij toch in de stress. Millsy ziet het als zijn taak om de voorraad snoep aan te vullen. Mac en Rocket klagen dat Simon nooit mee doet met hun spelletjes. Als hij dat wel doet, valt het tegen en moeten ze een manier verzinnen om terug naar de oude situatie te gaan. |            |           |                            |                  |               |              |  |
| 6 | 6          | Episode 6 | Richard Hurst & James Cary | Iain B MacDonald | 9 april 2013  | 6 juli 2013  |  |
| Mary organiseert haar eerste feestje. Hierdoor leren Nick en Simon elkaar een dans. Bird krijgt gevoelens voor een dierenarts op de basis en begint met hem te flirten. Het flirten gaat niet goed en als het gesprek over de Spice Girls gaat lijkt alles voorbij. |            |           |                            |                  |               |              |  |
| 7 | 7          | Episode 7 | Richard Hurst & James Cary | Iain B MacDonald | 16 april 2013 | 12 juli 2013 |  |
| De basis ligt onder vuur en iedereen moet dekking zoeken. Nick twijfelt of hij Mary moet opzoeken om haar te beschermen. Simon probeert Rocket te overtuigen dat hij veel meer uit het leger kan halen dan hij denkt. |            |           |                            |                  |               |              |  |
| 8 | 8          | Episode 8 | Richard Hurst & James Cary | Iain B MacDonald | 23 april 2013 | 19 juli 2013 |  |
| Nick moet een auto vol met bommen ontmantelen. Bird gaat de uitdaging van Faruq en Millsy aan om pasjtoe te leren spreken. Simon zijn vrijgezellenavond komt eraan en hij krijgt advies van het team om tegengas te geven aan zijn verloofde. |            |           |                            |                  |               |              |  |